# はつ恋サマーロマネスク
『はつ恋サマーロマネスク』（はつこいサマーロマネスク）は、藤実リオによる日本の漫画作品。
『ちゃお』（小学館）にて2008年8月号から10月号にかけて連載された。全3話。藤実にとって本作は4作目にあたり、初の連載作である。

## ストーリー
夏休みの初日、たまたま早起きして、散歩をするために家の前に出た星野夢。すると目の前に見知らぬ少年がいた。その少年を公園に案内した夢は、クラスメートの神谷遥に会った。実は見知らぬ少年は、遥のいとこの氷室蛍だった。この出会いが、3人にとっての長い夏の始まりとなった。

## 登場人物
星野夢
本作品の主人公。
神谷遥
星野夢のクラスメート。
氷室蛍
神谷遥のいとこ。

## 書誌情報
- 藤実リオ 『はつ恋サマーロマネスク』 小学館 〈ちゃおコミックス〉2008年10月30日発売[1]、ISBN 978-4-09-132085-8
  - 併録作品 「りんりん・びびっど！コーデ」「スノーホイップ＊クリスマス」「ごほうびはシュガースイート☆」